# Asyl
Unter der Bezeichnung Asyl (lateinisch asylum; aus altgriechisch ἄσυλον bzw. ἄσυλος ‚unberaubt‘, ‚sicher‘, zusammengesetzt aus dem ἀ-privativum – mit der Bedeutung ‚un-‘, ‚nicht-‘ – und dem Substantiv σῦλον ‚Raub‘, ‚Beschlagnahmung‘) versteht man
- einen Zufluchtsort, eine Unterkunft, ein Obdach, eine Freistatt bzw. Freistätte oder eine Notschlafstelle (Nachtasyl);
- den Schutz vor Gefahr und Verfolgung
- die temporäre Aufnahme der Verfolgten
- den Schutz, den ein Staat auf seinem Gebiet oder an einem anderen Ort unter seiner Kontrolle einer Person gewährt.

Unter Asylrecht versteht man:
- das geregelte Rechtsgebiet um Asyl, das sind im engeren Sinne alle materiellen Normen betreffend die Aufnahme und den Schutz Verfolgter. Siehe dazu Asylgesetz (Deutschland), Asylgesetz (Österreich), Asylgesetz (Schweiz) und Asylrecht der EU;
- sowie einerseits das konkrete Recht des Einzelnen, Asyl zu beantragen und zu erhalten und andererseits das Recht oder die Verpflichtung eines Staates oder einer gesellschaftlichen Gruppe oder Institution, Asyl zu gewähren.

## Zu den Begriffen Asylbewerber, Flüchtling und subsidiärer Schutz
Asylbewerber sind Personen, die im Ankunftsland, entweder nach nationalem oder internationalem Recht, einen Antrag auf Schutz bzw. auf rechtliche Anerkennung der eigenen Flüchtlingseigenschaft, stellen. In Österreich wird der Begriff Asylwerber benutzt.
Als Flüchtlinge anzuerkennen sind, laut Artikel 1 der Genfer UN-Flüchtlingskonvention von 1951, Menschen, die sich außerhalb ihres Heimatlandes befinden und wohlbegründete Furcht haben müssen, wegen ihrer Rasse, Religion, Nationalität, politischen Gesinnung oder Zugehörigkeit zu einer bestimmten sozialen Gruppe in ihrem Heimatland verfolgt zu werden, weshalb sie sich dort auch nicht mehr aufhalten können. Wird diesem Antrag stattgegeben, gilt man als anerkannter Flüchtling. Diesem werden sowohl das Bleiberecht als auch die meisten der Rechte von Staatsbürgern dieses Landes befristet oder dauerhaft gewährt. Ein Flüchtling hat sowohl das Recht darauf, in sein Heimatland zurückzukehren, wenn es ihm sicher erscheint, als auch auf Einbürgerung, also darauf, die Nationalität des Ankunftslandes anzunehmen.
Die Konvention von 1951 erkennt wirtschaftliche Not, Naturkatastrophen, Klimaveränderung oder Krieg nicht explizit als Fluchtgründe an.
Komplementärer Schutzstatus
Weitere Abkommen wie die Flüchtlingskonvention der OAU erweitern den Flüchtlingsbegriff auf einigen dieser Gebiete. Den durch Krieg oder Verfolgung vom Tode bedrohten Menschen, die nicht von der Konvention von 1951 geschützt werden, kann in einigen Ländern ein zeitweiliger subsidiärer Schutz oder vorübergehender Schutz im Sinne der Massenzustrom-Richtlinie gewährt werden. In Abgrenzung zum konventionellen Schutz werden diese Instrumente unter dem Begriff komplementärer Schutz zusammengefasst.

## Historische Entwicklung des Asylbegriffs und Asylrechts

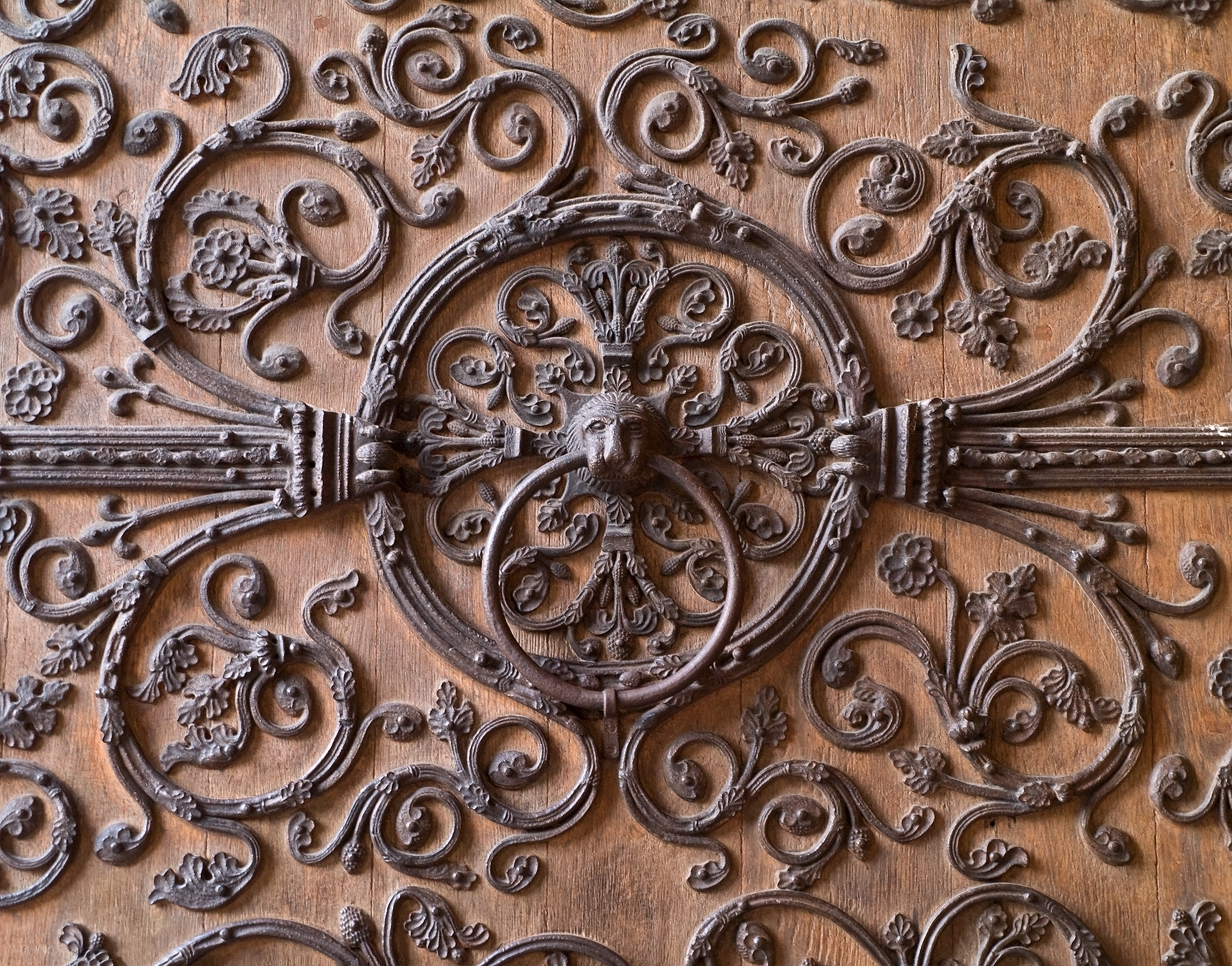
‚Asylring‘ am Eingang zu Notre-Dame, Paris: Wer ihn erreichte, entging vorläufig seinen Verfolgern.

Der Begriff Asyl hat einen religiösen Ursprung. Die erste schriftliche Erwähnung von Freistätten und Asylgesetzen sind die in der Bibel (Exodus 21,13 ) erwähnten Freistätten. Gemeint waren damit Orte, an denen keine Blutrache verübt werden durfte. Sie hatten ihren Ursprung in Stammesregelungen, als die Israeliten noch nomadisch lebten, und wurden bei der Aufteilung des Landes Israel an die Stämme institutionalisiert.
Der Ägyptisch-Hethitische Friedensvertrag, der im 13. Jahrhundert vor Christus geschlossen wurde, wird von einigen als das erste bekannte Rechtsdokument angesehen, das Schutzklauseln enthält, die mit dem heutigen Konzept von Asyl vergleichbar sind. Der Vertrag legt unter anderem fest, dass die Auslieferung von Personen nur unter der Bedingung stattfindet, dass weder diese selbst noch ihre Familien einer Bestrafung unterworfen werden.
Europäische Asyle waren später bis zum Mittelalter Orte christlicher Nächstenliebe, meistens im Verbund mit einem Kloster oder einer Missionsstation (→ Kirchenasyl). Städte unterhielten Pfrundhäuser, Stiftungen, die denjenigen ihrer Bürger Asyl boten, die sich rechtzeitig finanziell mit einer Pfründe beteiligt hatten. Arme oder Fremde waren jedoch auf die Kirchen angewiesen. Noch schlimmer erging es den Aussätzigen, die meist in entfernten Häusern oder Kolonien „ausgesetzt“ wurden. Vielen christlichen Klöstern Europas wurde per kaiserlichem Dekret ein wenigstens zeitweiliges Asylrecht auf eigenem Grund und Boden eingeräumt, sofern der Verfolgte keinen Mord begangen hatte. Über die etwaige Auslieferung an die Staatsgewalt wurde dann vom zuständigen Abt entschieden. Sogenannte Freiungssäulen (auch Weißmarter) entlang der Zugangswege markierten die Grenze des Einflussbereichs staatlicher Verfolger.
Als „Asyl“ wurde bis in die jüngste Zeit auch ein Heim oder Hospital (Hospiz) bezeichnet, das Menschen Unterschlupf bot, die, bedingt durch Unfall, Invalidität, Armut, Sucht o. ä., Schwierigkeiten bei der Bewältigung ihres Lebens hatten. Ein Beispiel dafür ist das von 1862 bis 1906 betriebene Asyl St. Gilgenberg, eine Heilanstalt für nerven- und gemütskranke Männer. Weitere Beispiele sind Asyle für Witwen, Waisen, Obdachlose oder Alte.

### 19. Jahrhundert
Waren bis dato Personen überwiegend aus religiösen Gründen verfolgt (Beispiele: Martin Luther oder auch Hugenotten: Um das Jahr 1685 flohen fast 50.000 französische Hugenotten nach Deutschland) und auf der Suche nach Asyl, so waren es im 18. und 19. Jahrhundert oft auch politisch Verfolgte. Deutlich wurde dieses neue Phänomen durch die Französische Revolution (1789) und die damit zusammenhängenden Revolutionen (1768/1782/1792/1794). Das Exil von ca. 150.000 Franzosen infolge der Französischen Revolution von 1789 stellt die erste politische Emigrationsbewegung mit einer europäischen, wenn nicht sogar globalen Dimension dar. Französische Revolutionsemigranten verließen ihr Heimatland, weil sie die politische Entwicklung in Frankreich ablehnten bzw. in Reaktion auf den zunehmenden politischen Exklusionsdruck. Sie verteilten sich – von Schweden bis Sizilien und von Portugal bis Russland – über praktisch alle europäischen Staaten.
Wohl auch wegen der Sprache war die West-Schweiz, vor allem Genf, ein Zufluchtsort für Franzosen, die im eigenen Land verfolgt wurden. So wurde folglich die Schweiz zum Vorreiter des modernen Asyls. Der Kanton Zürich gab sich im Jahr 1836 ein „Gesetz betreffend die besonderen Verhältnisse der politischen Flüchtlinge“. Es erlaubte Ausländern den Aufenthalt, die wegen eines politischen Verbrechens außerhalb der Eidgenossenschaft „oder um sonst einer politischen Verfolgung vom Auslande her zu entgehen“ nach Zürich geflohen waren. Von dem Gesetz profitierten politische Flüchtlinge aus Deutschland, die während der Restauration unter Metternich, im Vormärz und nach der gescheiterten Revolution 1848/49 in die Schweiz geflohen waren.
Aber auch viele berühmte Persönlichkeiten mussten aus den unterschiedlichsten Gründen fliehen und waren auf Asyl in der Fremde angewiesen. Im 19. Jahrhundert gehörten zu ihnen zum Beispiel Richard Wagner und Gottfried Semper, die Deutschland bzw. Sachsen verlassen mussten. Zürich und die Schweiz waren durchaus stolz auf derlei prominente Asylsuchende.

### 20. Jahrhundert
1905 gab sich Großbritannien ein erstes Ausländergesetz (Aliens Act 1905). Hintergrund war zum einen, dass das Land sich einem Zustrom größtenteils verarmter Ausländer ausgesetzt sah, die über England in die USA auswandern wollten, aber in Großbritannien strandeten. Gleichzeitig sollte zahlreichen Juden, die vor Pogromen in Russland geflohen waren, aus humanitären Gründen Zuflucht gewährt werden. Immigranten, die allein deshalb nach England gekommen waren, „um einer Anklage oder Bestrafung aus religiösen oder politischen Gründen oder für ein Vergehen politischen Charakters oder der Verfolgung zu entgehen, einschließlich der Gefahr einer Inhaftierung, einer Gefahr für das Leben oder der Verstümmelung aus religiösem Grund“, sollten daher nicht zurückgewiesen werden.
Die bolschewistische Revolution, die Zeit des Nationalsozialismus, der Zweite Weltkrieg und die Teilung Europas führten zu einer Flut von Flüchtlingen und Asylsuchenden. Aus den ehemaligen Kolonien folgten weitere Menschen; ebenso aus Ungarn (nach dem gescheiterten Aufstand 1956) oder aus der Tschechoslowakei (nach der gewaltsamen Beendigung des Prager Frühlings 1968).

### 21. Jahrhundert
Heute versteht man unter Asyl primär das aus dieser Entwicklung abgeleitete „politische Asyl“, das anerkannten politischen Flüchtlingen (siehe politische Verfolgung) gewährt wird. Als politisch verfolgt gilt eine Person, wenn sie im Herkunftsstaat einer schweren Verletzung ihrer Menschenrechte ausgesetzt wäre – aufgrund ihrer Rasse, Nationalität, politischen Überzeugung, Religion oder ihrer Zugehörigkeit zu einer bestimmten sozialen Gruppe. Anfang 2004 bezifferte das UNHCR die Zahl der weltweiten Flüchtlinge, für die es zuständig ist, auf 17 Millionen Menschen (6,19 Millionen in Asien, 4,29 Millionen in Afrika, 4,24 Millionen in Europa, 1,32 Millionen in Lateinamerika, 0,98 Millionen in Nordamerika und 0,07 Millionen in Ozeanien). Hinzu kommen die Palästinaflüchtlinge, für die mit dem UNRWA eine eigene UNO-Organisation zuständig ist.

## Nationales und Überstaatliches Recht
- Abkommen über die Rechtsstellung der Flüchtlinge (Genfer Flüchtlingskonvention der UNO, 1951) und Protokoll über die Rechtsstellung der Flüchtlinge (1967)
- Kirchenrecht: Kirchenasyl
- Flüchtlingskonvention der Organisation für Afrikanische Einheit (1969)

### Gemeinsames Europarecht
Art. 18 der EU-Grundrechtecharta beinhaltet die Gewährleistung eines Rechts auf Asyl „nach Maßgabe“ der Genfer Flüchtlingskonvention sowie „gemäß dem Vertrag zur Gründung der Europäischen Gemeinschaft“.
Artikel 31 der Richtlinie 2013/32/EU (Asylverfahrensrichtlinie) schreibt eine rasche, angemessene und vollständige Prüfung von Anträgen auf internationalen Schutz vor. Auf Basis dieser Richtlinie sollen die Verfahren ab Juli 2018 höchstens sechs Monate dauern, ausnahmsweise verlängert auf 15 Monate.
Ein zentrales Element des gemeinsamen Rechts der Europäischen Union war das Dubliner Übereinkommen, das 1997 in Kraft trat. Es wurde von der Verordnung (EG) Nr. 343/2003 (Dublin II) und später von der Verordnung (EU) Nr. 604/2013 (Dublin III) ersetzt. Hinzu kommen flankierende Maßnahmen zum freien Personenverkehr.

### Deutschland

#### Verfahren und Status im Verfahren
Unter dem Begriff des Asylrechts wird in Deutschland sowohl das Grundrecht auf Asyl für politisch Verfolgte gem. Art. 16a Grundgesetz bezeichnet, als auch die Gesamtheit aller in Deutschland geltenden nationalen und internationalen Schutzrechte für bedrohte Menschen, also insbes. das Flüchtlingsrecht und die Rechte auf subsidiären Schutz.
Die Entscheidung über die Anerkennung politisch Verfolgter als Asylberechtigte bzw. Zuerkennung einer anderen Schutzform fällt das Bundesamt für Migration und Flüchtlinge (BAMF) in Nürnberg mit seinen verschiedenen Außenstellen in einem Asylverfahren. Dieses Verfahren richtet sich nach dem Asylgesetz.
Dem Asylbewerber ist während der Durchführung des Asylverfahrens der Aufenthalt im Bundesgebiet gestattet. Hierzu erhält er eine Aufenthaltsgestattung, die allerdings keinen Aufenthaltstitel darstellt. Aufenthaltsgestattungen beschränken den Aufenthalt in der Regel auf den Bezirk der Ausländerbehörde, dem der Asylbewerber zugewiesen ist (§ 56 Abs. 1 AsylG). Die Gestattung kann auch mit behördlichen Auflagen versehen werden. Die Aufenthaltsgestattung erlischt, wenn die Ablehnung des Asylantrags bestandskräftig geworden ist. Im Falle einer Ablehnung des Asylantrags als „offensichtlich unbegründet“ (§ 30 Asylgesetz) erlischt die Aufenthaltsgestattung bereits vor der bestandskräftigen Ablehnung des Asylantrags, mit der Folge, dass der Asylbewerber, sofern eine Ausreise nicht ohnehin unmöglich ist, im Rahmen eines Verfahrens auf einstweiligen Rechtsschutz am Verwaltungsgericht die aufschiebende Wirkung seiner Klage beantragen oder ein etwaiges Gerichtsverfahren gegen die Ablehnung vom Ausland aus weiter betreiben muss.
Höchstzahlen an Asylanträgen wurden, unter anderem wegen des Balkan-Konflikts, in den Jahren 1993–1995 erreicht: 1993 gab es 513.561 Asylanträge, von denen 16.396 (3,2 %) anerkannt wurden. Die Tiefststände lauten demgegenüber für das Jahr 2008: 20.817, 233, 1,1 % und 2012: 77.651. Die Zahlen erhöhen sich jedoch durch teilweise mehr als zehn Jahre dauernde gerichtliche Verfahren. Im ersten Halbjahr 2014 lag die Zahl der Asylbewerber mit 77.109 um nahezu 60 % höher als im Vorjahreszeitraum, davon kamen fast 13.000 aus Syrien.
Die meisten Asylsuchenden werden nicht nach Art 16a GG anerkannt, sondern als Flüchtlinge nach der Genfer Flüchtlingskonvention, z. B. wenn sie über ein sogenanntes sicheres Drittland eingereist sind. Asylsuchende, deren Asylantrag abgelehnt worden ist, können gegebenenfalls aufgrund gesundheitsbedingter, humanitärer oder politischer Abschiebungsverbote eine Aufenthaltserlaubnis nach § 25 AufenthG i. V. m. § 60 II-VII AufenthG erhalten. Eine kurzzeitige, vorübergehende Aussetzung der Abschiebung ausreisepflichtiger Ausländer (Duldung) nach § 60a AufenthG stellt keinen Aufenthaltstitel dar.
Siehe auch: Aufenthaltsgesetz, Flüchtlingseigenschaft, Härtefallkommission, Zuwanderungsgesetz

#### Status nach Abschluss des Verfahrens
Je nach Ausgang des Asylverfahrens folgen unterschiedliche rechtliche Stellungen für den Antragsteller:
- Anerkannte Flüchtlinge und Personen, denen Asyl im Sinne von Art. 16a GG gewährt wurde, erhalten eine Aufenthaltserlaubnis nach § 25 Abs. 1 bzw. Abs. 2 S. 1, 1. Alt. AufenthG, die eine unbeschränkte Erlaubnis zur Erwerbstätigkeit beinhaltet, sowie einen Reiseausweis für Flüchtlinge. Sie genießen Freizügigkeit im Bundesgebiet wie deutsche Staatsangehörige, haben Anspruch auf integrationsfördernde Maßnahmen und uneingeschränkten Anspruch auf soziale Leistungen wie deutsche Staatsangehörige. Ihre Familienangehörigen (Ehepartner und minderjährige Kinder bzw. die Eltern minderjähriger anerkannter Flüchtlinge), die sich in Deutschland aufhalten, erhalten ohne individuelle Prüfung denselben Status und der Familiennachzug aus dem Ausland ist erleichtert. Sie genießen Erleichterungen bei der Vorlage von Dokumenten des Heimatstaates, können bereits nach drei Jahren (normalerweise: fünf Jahre) ein unbefristetes Aufenthaltsrecht erhalten (§ 26 Abs. 3 AufenthG) und können schon nach sechs Jahren (normalerweise: 8 Jahre) und grundsätzlich unter Hinnahme von Mehrstaatigkeit eingebürgert werden. Darüber hinaus genießen sie besonderen Ausweisungsschutz gem. § 56 Abs. 1 Nr. 5 AufenthG.

- Personen, denen eine subsidiäre Schutzform im Sinne des § 4 Absatz 1 Asylgesetz zuerkannt wurde, haben Anspruch auf eine Aufenthaltserlaubnis nach § 25 Abs. 2 S. 1, 2. Alternative, die zur uneingeschränkten Erwerbstätigkeit berechtigt. Personen, bei denen Abschiebungsverbote nach § 60 Abs. 5–7 AufenthG vorliegen, erhalten eine Aufenthaltserlaubnis nach § 25 Abs. 3 AufenthG, die nicht unmittelbar zur Erwerbstätigkeit berechtigt. Eine Erwerbstätigkeit kann jedoch erlaubt werden. Die betroffenen Personen sind grundsätzlich verpflichtet, einen Heimatreisepass zu besitzen bzw. zu beschaffen. Sie haben Zugang zu Sozialleistungen nach dem SGB II bzw. SGB XII. Angehörige erhalten nicht denselben Status, jedoch kann sich aus humanitären Gründen ein abgeleitetes Aufenthaltsrecht für Familienangehörige ergeben. Ein unbefristetes Aufenthaltsrecht (Niederlassungserlaubnis) ist gemäß § 26 Abs. 4 AufenthG erst nach fünf Jahren möglich. Für Personen mit einer Aufenthaltserlaubnis nach § 25 Abs. 3 AufenthG besteht eine Einbürgerung erst nach Erlangung einer Niederlassungserlaubnis. Eine Einbürgerung erfordert regelmäßig die Aufgabe der früheren Staatsangehörigkeit; bei der Hinnahme von Mehrstaatigkeit ergeben sich keine besonderen Erleichterungen.

- Personen, deren Asylantrag vollumfänglich abgelehnt wurde und die nicht zuvor schon aus anderen Gründen ein Aufenthaltsrecht in der Bundesrepublik Deutschland hatten, werden durch die Ablehnung ihres Antrages ausreisepflichtig; bei Anträgen, die als „offensichtlich unbegründet“ eingestuft werden, gilt dies bereits mit Erhalt der Ablehnungsentscheidung, ansonsten erst dann, wenn diese unanfechtbar geworden ist. Ihnen wird in der Regel mit dem Ablehnungsbescheid eine Ausreisefrist gesetzt und für den Fall der Nichtausreise die Abschiebung angedroht. Sofern die Betroffenen das Bundesgebiet nicht verlassen und auch eine Abschiebung nicht möglich oder nicht gewollt ist, wird der Aufenthalt mit räumlichen Beschränkungen gem. § 60a Abs. 2 AufenthG geduldet (s. auch Duldung). Mit der Duldung ist keine Erlaubnis zur Erwerbstätigkeit verbunden, jedoch kann eine Erwerbstätigkeit nach Prüfung im Einzelfall erlaubt werden. Sozialleistungen werden weiterhin nur nach dem AsylbLG gewährt, der Zugang zu integrationsfördernden Maßnahmen ist insgesamt nur sehr eingeschränkt möglich. Die Betroffenen sind verpflichtet, einen Heimatpass zu besitzen bzw. zu beschaffen. Bei Änderungen in den Verhältnissen ist ggf. ein Wiederaufgreifen des Asylverfahrens (Asylfolgeantrag) erfolgreich möglich. Alternativ könnten auch humanitäre Aufenthaltserlaubnisse, insbes. nach §§ 25 Abs. 5 oder 25a AufenthG in Betracht kommen. Während eines lediglich geduldeten Aufenthalts ist der Erhalt eines unbefristeten Aufenthaltsrechts (Niederlassungserlaubnis) oder eine Einbürgerung grundsätzlich ausgeschlossen, auch wenn der geduldete Aufenthalt viele Jahre dauert und in dieser Zeit sehr gute Integrationsleistungen erbracht wurden. Ein Aufenthaltszweckwechsel mit nachfolgender Erteilung einer Aufenthaltserlaubnis ohne vorherige Ausreise ist in der Regel auch dann möglich, wenn dringende familiäre Gründe eine auch nur kurzfristige Abwesenheit des Ausländers auf längere Sicht unzumutbar machen, z. B. bei der Geburt eines Kindes mit deutscher Staatsangehörigkeit.[12]

#### Zahl der Asylanträge und Kosten
Das Bundesamt für Migration und Flüchtlinge (BAMF) führt seit 1953 eine Statistik zu Asylanträgen. Demnach gab es Allzeithochs 1980 mit 107.818 Anträgen, 1992 mit 438.191 Anträgen, 2014 mit 202.834 Anträgen und 2015 mit 476.649 Anträgen. 2016 waren es 745.545 Anträge, die Zahl der tatsächlichen Einreisen von Asylsuchenden war jedoch deutlich höher; das Bundesinnenministerium schätzte ihre Zahl ex post auf 890.000. Im Jahr 2017 wurden noch 222.683 Asylanträge registriert. 2018 sank die Zahl auf 185.853. Bei den Verwaltungsgerichten, die über Rechtsbehelfe gegen Entscheidungen des BAMF zu entscheiden haben, waren Ende 2017 noch 242.088 asylgerichtliche Verfahren anhängig.
Ein neuerlicher Bewerbertiefstand war im Jahr 2020 mit insgesamt 121.955 Asylanträgen erreicht. Danach stiegen die Antragszahlen wieder bis auf 329.035 im Jahr 2023 an, während im Jahr 2024 noch 250.545 Asylanträge zu verzeichnen waren.
Die Bruttoausgaben nach dem Asylbewerberleistungsgesetz in Deutschland nahmen vom Jahr 2000 bis zum Jahr 2009 kontinuierlich ab und nahmen danach wieder zu. 2013 lagen sie mit circa 1,52 Milliarden Euro nahezu so hoch wie im Jahr 2002.
Im Bundesbudget 2018 waren 21,4 Milliarden Euro für „flüchtlingsbezogene Leistungen“ verbucht. Darunter fielen aber auch Kosten für bspw. die Bekämpfung für Fluchtursachen (etwa 6,6 Milliarden Euro). 2019 betrugen die Nettoausgaben für Asylwerberleistungen rund 4,3 Milliarden Euro.
Des Weiteren fielen Kosten für die Personenerfassung und die Bearbeitung der Asylanträge an. Im September 2015 berichteten Medien, dass eine Inkompatibilität zwischen den IT-Systemen der Bundes- und Landespolizeien und des BAMF zu erheblicher Doppelarbeit führe.
Aufgrund der Möglichkeit, in Deutschland einen Asylfolgeantrag zu stellen, sind per Oktober 2019 insgesamt 28.283 Asylbewerber, die seit 2012 eingereist sind und einen Antrag gestellt hatten, dann aber abgeschoben wurden oder ausgereist sind, wieder eingereist und haben (mindestens) einen weiteren Antrag gestellt. Darunter sind 4916 Asylbewerber, die schon zweimal eingereist waren, dann aber jeweils abgeschoben wurden oder freiwillig ausreisten und inzwischen wieder eingereist sind und ihren dritten Antrag gestellt haben, und 294 Asylwerber mit bereits fünf oder mehr Versuchen.

#### Dauer der Verfahren
Art und Dauer der Verfahren zur Erteilung von Asyl und internationalem Schutz sind politisch von großer Bedeutung. Hier kommen humanitäre und auf europäische Werte bezogene Überlegungen einerseits und wirtschafts- und migrationspolitische Ziele anderseits zum Tragen. So stieß es auf Unverständnis, dass sich 2015 bereits zu Beginn der Flüchtlingskrise ein hoher Rückstand an unbearbeiteter Altanträgen auf Asyl beim BAMF angestaut hatte.
Gerald Knaus, Leiter der Europäischen Stabilitätsinitiative, forderte faire, glaubwürdige und nur Wochen dauernde Asylverfahren mit bezahlten Anwälten schon in der ersten Instanz wie in den Niederlanden oder der Schweiz, mit automatischer Berufung bei Ablehnung zur Zeitersparnis wie in Dänemark, mit nur einer Berufungsinstanz wie in der Schweiz und Dänemark, sowie mit kurzen Fristen und ausreichend qualifiziertem Personal.

#### Zahl der Schutzgewährungen
Asyl als Schutz für gefährdete Personen wird statistisch in drei Kategorien erfasst: Anerkennung als Flüchtling, subsidiärer Schutz und Abschiebungsverbot. Betrachtet man diese drei Teilbereiche als Gesamtsumme an positiven Asylentscheidungen, so ergibt sich die folgende zahlenmäßige Entwicklung:
Ausgehend von rund 10.000 positiven Asylentscheidungen in den Jahren 2010 und 2011 (10.395 bzw. 9.675) hatten sich die Zahlen bis zum Jahr 2014 (40.563) in etwa vervierfacht. Von 2014 an stiegen diese Zahlen jährlich um das dreifache an, bis diese im Jahr 2016 einen Höchstwert von 433.920 positiven Asylentscheidungen erreichten.
Danach gingen die Zahlen wieder bis auf einen Tiefstwert von 59.848 im Jahr 2021 zurück, um von dort aus bis zum Jahr 2024 wieder auf 133.710 positive Asylentscheidungen anzusteigen.

#### Arbeitsverbote
Die Regelungen zum Arbeitsmarktzugang von Asylbewerbern und Asylberechtigten in Deutschland unterlagen im Laufe der Zeit erheblichen Änderungen. Die Genfer Flüchtlingskonvention gibt hierzu auch keine Vorgaben. Asylberechtigten wurde ab 1971 systematisch eine Arbeitserlaubnis erteilt, wobei von der Vorrangprüfung abgesehen wurde. Nach dem Anwerbestopp von 1973 galt für Geflüchtete ein Arbeitsverbot, das 1975 teilweise gelockert wurde, um die Kommunen finanziell zu entlasten. Ab Anfang der 1980er Jahre erteilte die Bundesanstalt für Arbeit nunmehr Asylbewerbern während des ersten Jahres des Asylverfahrens keine Arbeitserlaubnisse mehr; ab 1982 galt dies für zwei Jahre. Baden-Württemberg (ab 1982) und Bayern (ab 1985) erteilten Asylbewerbern für die Dauer ihres Asylverfahrens ein generelles Arbeitsverbot. 1985/86 wurden Arbeitsverbote für die Dauer von fünf Jahren eingeführt. Im Zuge der Flüchtlingspolitik nach der Wiedervereinigung wurde dieses Verbot im Laufe des Jahres 1991 schrittweise auf ein Jahr reduziert, dann aufgehoben, 1992 wieder eingeführt und auf drei Monate festgesetzt und 1993 weiter verschärft. Im Rahmen des Blüm-Erlasses, der später in der Rechtsprechung als verfassungswidrig bezeichnet und danach zurückgenommen wurde, erhielten Asylbewerber von 1997 bis Ende 2000 mit der Begründung einer hohen Arbeitslosigkeit keinerlei Arbeitserlaubnis; später wurde der Arbeitszugang auf Basis einer Vorrangprüfung und Konditionenprüfung wieder ermöglicht. Der Zugang zum Arbeitsmarkt wurde 2005 mit dem Zuwanderungsgesetz neu geregelt.
Die Arbeitsverbote sind immer wieder kritisch betrachtet worden, weil sie die Integration verhindern und Asylbewerber zugleich als Müßiggänger aussehen lassen. Beispielsweise wurde dies in einem Artikel der Zeit folgendermaßen auf den Punkt gebracht:

„Wenn man einen Asylbewerber zwei Jahre lang nicht arbeiten und – in der Vorstellung seines Gastvolkes – wie einen Schmarotzer leben und wohnen läßt, spielt es am Ende für seine Einschätzung keine Rolle, ob er anerkannt oder abgelehnt wird.“

Die Untätigkeit führt zu psychischer Belastung und Dequalifikation, und zementiert die Abhängigkeit von staatlicher Unterstützung.
Zur heutigen Rechtslage siehe: Abschnitt „Arbeitsverbot“ im Artikel „Aufenthaltsgestattung“ und Abschnitt „Erwerbstätigkeit“ im Artikel „Duldung (Aufenthaltsrecht)“.

### Österreich

#### Recht auf Asyl in Österreich
In Österreich gibt es – anders als etwa in Deutschland – kein Grundrecht auf Asyl (also als verfassungsmäßig garantiertes Individualrecht) im Sinne eines immerwährenden Bleiberechts mit Integration und optionaler späterer Staatsbürgerschaft. Die aus der Genfer Flüchtlingskonvention, der EMRK und dem Unionsrecht entspringende Verpflichtung Österreichs, Personen internationalen Schutz zu gewähren, die die entsprechenden Kriterien erfüllen, ist innerstaatlich einfachgesetzlich im Asylgesetz verankert.

#### Organisation des Asylwesens und Asylverfahren
Asylbehörden:
Dem Bundesamt für Fremdenwesen und Asyl (BFA) unterstehen die Erstaufnahmestellen (EASt) und Bundesbetreuungsstellen mitsamt Außenstellen. Bescheide des Bundesamts können vor dem Bundesverwaltungsgericht angefochten werden.
Das Asylverfahren
Die Einreise nach Österreich ist aufgrund der EU-weit (bzw. im Rahmen des Schengener Abkommen) geltenden Visabestimmungen für Flüchtlinge in der Regel nur mit einem Visum oder über die grüne Grenze möglich. Um um Asyl anzusuchen, müssen sich die Flüchtlinge an eine Polizeistelle wenden oder direkt in einem der Erstaufnahmezentren persönlich einen Antrag auf Asyl einreichen. Die Asylantragstellung ist auch an der Grenze gegenüber der Polizei möglich. Danach beginnt das Zulassungsverfahren. In einer ersten Befragung innerhalb von 72 Stunden nach Einbringung des Antrages soll die Identität und die Reiseroute des Flüchtlings ermittelt werden. Die Kleider und das Gepäck des Flüchtlings werden auf Indizien durchsucht, die nachweisen, woher er/sie nach Österreich eingereist ist. Außerdem werden den Asylwerbern ihre Dokumente ab- und zu den Akten genommen. Es folgt die erkennungsdienstliche Behandlung, also die Aufnahme der Personalien und die Abnahme von Fingerabdrücken, die mit den im EURODAC-Zentralcomputer gespeicherten Daten verglichen werden, um festzustellen, ob der Asylwerber bereits in einem anderen Mitgliedsland einen Asylantrag gestellt hat oder versucht hat, illegal eine EU-Außengrenze zu überqueren, oder ob er beim illegalen Aufenthalt innerhalb der EU gefasst und registriert wurde. Gleichzeitig werden, falls kein EURODAC-Hit erzielt wird, die Daten im Zentralcomputer gespeichert. Dem Flüchtling wird eine Verfahrenskarte ausgestellt, die zum Aufenthalt und zur Versorgung in der EAST berechtigt. Ein Verlassen der EAST ist untersagt.
Wird ein Asylwerber zum Asylverfahren zugelassen, ist er bis zum Ende des Verfahrens zum vorläufigen Aufenthalt im Bundesgebiet berechtigt, und es wird ihm eine Aufenthaltsberechtigungskarte ausgestellt, die als Nachweis seiner Identität und seines rechtmäßigen Aufenthalts gilt. Zum Asylverfahren zugelassene Flüchtlinge werden einem Grundversorgungsquartier im Bundesgebiet zugeteilt und dorthin überstellt.
Wenn bei der Zuständigkeitsprüfung festgestellt wird, dass Österreich nach § 5 AsylG 2005 nicht für die Prüfung des Asylantrages zuständig ist (Dublin-Verfahren), wird ein Zurückweisungsbescheid ausgestellt und der Asylwerber in der Regel zur Vorbereitung und Durchsetzung der Ausweisung in Schubhaft genommen.
Zwar ist es möglich, gegen eine mit der Zurückweisung im Zulassungsverfahren verbundene Ausweisung Berufung einzulegen, das bedeutet aber nicht, dass man nicht trotzdem abgeschoben werden kann, weil der Berufung nur dann eine aufschiebende Wirkung zuerkannt wird, wenn die Berufungsbehörde eine solche zuerkennt.
Nach Zulassung zum Asylverfahren sollte die Prüfung des Antrages durch die erste Instanz, das Bundesasylamt, erfolgen. Ein Teil der Verfahren wird in der EAST auch inhaltlich entschieden. Im Zuge der Ermittlungen des Bundesasylamtes kommt es meist zu einer weiteren Einvernahme der Asylwerber. Gegen einen negativen Bescheid des Bundesasylamtes kann innerhalb von zwei Wochen Berufung beim Bundesverwaltungsgericht eingelegt werden. Dieses Gericht hat die Möglichkeit, das Verfahren selbst zu entscheiden oder an das Bundesasylamt zurückzuverweisen.

#### Grundversorgung (GV) und Bedarfsorientierte Mindestsicherung
Wird ein Asylwerber zum Verfahren zugelassen, erfolgt die Zuweisung in ein Grundversorgungsquartier in eines der neun Bundesländer. Voraussetzung für die Grundversorgung ist die „Bedürftigkeit“. Wer über eigene finanzielle Mittel verfügt oder ein Visum auf Grund einer Verpflichtungserklärung einer dritten Person erhalten hat, wird in der Regel nicht in die GV aufgenommen.
Die Versorgung der Asylwerber während des Verfahrens ist in der Grundversorgungsvereinbarung nach Artikel 15a B-VG und in neun Landesgesetzen geregelt. Diese Regelungen wurden erlassen, um der europäischen Aufnahmerichtlinie nachzukommen. Versorgt werden sollen nicht nur Asylwerber und anerkannte Flüchtlinge (Asylberechtigte) während der ersten vier Monate nach Asylgewährung, sondern auch abgelehnte Asylwerber und andere Fremde, die nicht abschiebbar sind. Das Innenministerium unterhält eine Koordinationsstelle, die auch für die Zuteilung und den Transport der Flüchtlinge zu ihren Quartieren in die einzelnen Bundesländer sowie für eine vierteljährliche Aufstellung der Kosten zuständig ist.
Die Grundversorgungsquartiere sind von Privatpersonen oder NGOs betriebene Häuser bzw. Wohnungen, von der Gastronomie betriebene Beherbergungseinrichtungen, ehemalige Pensionen oder Gasthäuser, Kasernen, Studentenwohnheime, Schulungszentren der Polizei, Klöster und andere kirchliche Einrichtungen sowie von gemeinnützigen Wohnbaugenossenschaften mit staatlicher Förderung errichtete Reihenhäuser im Erstbezug, die für Österreicher zu teuer sind.
Während des laufenden Asylverfahrens sind Asylwerber zum Aufenthalt im gesamten Bundesgebiet berechtigt und unterliegen, anders als während des Zulassungsverfahrens, im Prinzip keiner Gebietsbeschränkung. Allerdings können sie nur in den Genuss der Grundversorgung kommen, wenn sie sich in dem ihnen zugeteilten Quartier aufhalten bzw. – falls sie privat wohnen – im zugeteilten Bundesland bleiben.
Es ist im Prinzip für Asylwerber möglich, sich im Rahmen der GV eine individuelle Unterbringung zu suchen. Über die durch die Höhe der möglichen GV-Zahlungen (€ 180 pro Erwachsenen, € 80 pro Kind für Verpflegung und € 220 pro Familie für Mietkosten) gegebenen Beschränkungen am Wohnungsmarkt hinaus sind von Bundesland zu Bundesland unterschiedliche Voraussetzungen zu erfüllen, bevor der Schritt des „Privatgehens“ zugelassen wird. Asylwerber haben grundsätzlich keinen Zugang zum österreichischen Arbeitsmarkt, es wird jedoch ein begrenztes Kontingent an Saisonarbeitsbewilligungen erteilt. Des Weiteren können Asylwerber einer Remunerantentätigkeit nachgehen, die keiner Beschäftigungsbewilligung bedarf.
Nach positiver Erledigung eines Asylantrags haben anerkannte Flüchtlinge uneingeschränkt Zugang zum Arbeitsmarkt und – wie jeder Österreicher – das Anrecht, bedarfsorientierte Mindestsicherung zu beziehen, des Weiteren kann Integrationshilfe gewährt werden. Für die Übergangsphase stehen beispielsweise Integrationshäuser zur Verfügung, viele Wohnungen stellt der Integrationsfonds des Innenministeriums und des UN-Flüchtlingshochkommissariats (UNHCR). Außerdem kann zur Unterstützung ein Flüchtlingsberater bestellt werden.
Ein Asylverfahren dauert im Regelfall durchschnittlich vier Monate in erster Instanz. Nach 6 Jahren können anerkannte Flüchtlinge die österreichische Staatsbürgerschaft erwerben (Einbürgerung).

#### Geschichte der Asylrechtssetzung
Das Asylgesetz 1991 sowie das Fremdengesetz 1997 wurden von Menschenrechtsorganisationen kritisch kommentiert. Beispielsweise könnte der Tatbestand der Beihilfe zum unbefugten Aufenthalt aus dem Fremdenpolizeigesetz zur strafrechtlichen Verfolgung der Verteidiger der Rechte Illegaler, aber in ihrem Heimatland Gefährdeter führen. Der Europäische Gerichtshof für Menschenrechte ordnete im November 2005 in einem Fall die Aussetzung einer Abschiebung in ein Land an, in dem Folter und „schwere Menschenrechtsverletzungen“ drohten. Das österreichische Asylrecht wurde daraufhin mit dem Fremdenrechtspaket 2005 grundlegend novelliert und 2007 der Asylgerichtshof (AsylGH) geschaffen, als Höchstgericht im Asylverfahren, der den als Übergangslösung installierten Unabhängigen Bundesasylsenat (UBAS) von 1998 ablöste. Aber auch die neue Gesetzeslage ist bezüglich der Drittlandbestimmungen kritisiert worden. 2013 wurde der Asylgerichtshof wieder aufgelassen, und die Agenden des Letztentscheides über Asylgewährung als normales Verwaltungsrecht dem Bundesverwaltungsgericht übergeben.

#### Zahl der Asylanträge und anerkannten Flüchtlinge
Der UNHCR schätzt, dass von den mehr als zwei Millionen Flüchtlingen, die zwischen 1945 und 2015 nach Österreich kamen, 700.000 im Land geblieben sind, das wären etwa 10 % der Bevölkerung und die Hälfte der Einwohner mit jüngerem Migrationshintergrund. Die erste Flüchtlingswelle der zweiten Republik waren dabei die etwa 1,4 Millionen Volksdeutschen nach dem Krieg. Von den Konventionsflüchtlingen des Kalten Krieges blieben meist nur an ein Zehntel in Österreich (18.000 von 180.000 Ungarn 1956/57; 12.000 von 162.000 Tschechen und Slowaken 1968, 15.000 von 150.000 Polen 1981). Von den etwa 90.000 Menschen, die im Zuge der Jugoslawienkriege der 1990er in Österreich Asyl bekamen, zumeist Bosnier, dürften etwa zwei Drittel in Österreich geblieben sein. In jüngeren Jahren verlagerte sich die Herkunft nach Asien und Afrika.
In Österreich stieg die Zahl der Asylanträge im Zuge der Flüchtlingskrise in Europa 2015/2016 in den vergangenen Jahren kontinuierlich von 11.012 Anträgen im Jahr 2010 auf 28.064 im Jahr 2014 und erreichte damit das Niveau wie zuletzt während der Tschetschenien- und Afghanistankrisen Anfang der 2000er. Im Zuge der Flüchtlingskrise 2015 kam es zu einer Verdreifachung zum Vorjahr auf 90.000 Asylanträge. Das ist gemessen an der Bevölkerungszahl weit mehr als in Deutschland. Aber auch noch 2018 war Österreich in der EU das Land mit der höchsten Anerkennungsquote von Asylanträgen.
Um die 6.000–8.000 Asylwerber (Zahlen der 2000er) werden jährlich in ein Drittland abgeschoben, nach Dublin-Verordnung an das Erstantragsland rücküberstellt oder reisen freiwillig vor Beendigung des Verfahrens aus (weil ihnen die Aussichtslosigkeit des Verfahrens klar wurde). Ob diese Zahlen entsprechend für die aktuelle Flüchtlingswelle gelten, ist noch unbekannt. Im Jahr 2015 entschied das Bundesverwaltungsgericht, es könne „ohne nähere Prüfung nicht mit hinreichender Sicherheit ausgeschlossen werden, dass eine Abschiebung nach Ungarn mit einer realen Gefahr der Verletzung von Menschenrechten verbunden wäre“, und stoppte somit die automatische Rückschiebung nach Ungarn.
Im ersten Halbjahr 2023 wurden 22.990 Asylanträge in Österreich gestellt, im gleichen Zeitraum entzogen sich etwa 18.500 Personen, die bereits Anträge gestellt hatten, dem Verfahren wieder und verließen Österreich. Die Masse der Antragssteller wurde Syrien, Afghanistan, Marokko, der Türkei und Bangladesch zugeordnet.

#### Kritik
Im Mai 2024 forderte der UNO-Ausschuss gegen Folter (CAT) in seinem turnusmäßigen Bericht die menschenwürdige Behandlung von Asylsuchenden, die Opfer von Folter sind oder ein psychisches Leiden haben. Die österreichische Bundesregierung möge betreffende Gesetze dringend überprüfen.

#### Kosten
Die Kosten für Versorgung und Betreuung werden im ersten Jahr im Verhältnis 4:6 zwischen Ländern und Bund aufgeteilt. Dauert das Asylverfahren länger, muss der Bund die gesamten Kosten übernehmen.
Die Ausgaben für das Asyl- und Flüchtlingswesen umfassen Unterbringung, Verpflegung, Krankenversicherung, medizinische Leistungen, Leistungen für pflegebedürftige Personen, Bekleidungshilfe, Information und Rechtsberatung, Dolmetschkosten, Freizeitaktivitäten, Taschengeld, Schulbedarf, Sonderbetreuung, Betreuung unbegleiteter Minderjähriger, Kosten für Transporte, Polizeieinsätze, Deutschkurse, Begräbnisse sowie Verwaltungskosten.
Anerkannte Flüchtlinge erhalten die bedarfsorientierte Mindestsicherung, die aus einer Bargeldleistung (für Alleinstehende etwas über 800 Euro, Stand 2015) und einer unentgeltlichen Krankenversicherung besteht. Hinzu kommen je nach persönlicher Situation zusätzliche Zahlungen wie Kinderbeihilfe, Wohnbeihilfe, Energieunterstützung oder mobilpass. Die Unterstützung für eine Familie mit zwei Kindern entspricht nahezu dem österreichischen Durchschnittslohn; mit drei Kindern liegt sie sogar darüber.

### Schweiz
Zuständig für den Asylerhalt in der Schweiz (Anerkennung von ausländischen Flüchtlingen) ist das Staatssekretariat für Migration.
Das schweizerische Asylrecht erkennt, wenn keine Asylausschlussgründe vorliegen (wie Kriegsverbrechen oder Gefährdung der öffentlichen Sicherheit und Ordnung der Schweiz), als Flüchtlinge Personen an, welche den Kriterien nach Art. 3 AsylG der Schweiz (SR 142.31) entsprechen und dies nach Art. 7 AsylG glaubhaft machen können. Familienangehörige eines Flüchtlings werden ebenfalls als Flüchtlinge anerkannt (Art. 51 AsylG).
Im Falle einer Nichtanerkennung wird eine ausländische Person, falls eine Wegweisung in den Heimatstaat als unmöglich, unzumutbar oder unzulässig angesehen wird, zwar nicht als Flüchtling anerkannt, bekommt aber eine vorläufige Aufnahme. Diese berechtigt zu einem Jahr Aufenthalt in der Schweiz und kann um jeweils ein weiteres Jahr verlängert werden. Die Kriterien dafür sind hoch angesetzt.
In der Schweiz ist die Aberkennung des Flüchtlingsstatus und der vorläufigen Aufnahme gängige Praxis, von der jährlich ca. 4000 bis 5000 Flüchtlinge und vorläufig Aufgenommene betroffen sind. So wurde im Jahre 2005 in 1572 Fällen der Asylstatus widerrufen, und 3182 Personen verloren eine vorläufige Aufnahmeberechtigung (2006 waren es jeweils 1643 und 4401 Personen). Im Falle der Aufhebung der vorläufigen Aufnahme oder des Flüchtlingsstatus werden Ausländer aus der Schweiz in der Regel weggewiesen und, sofern sie sich der Wegweisung widersetzen, „ausgeschafft“ (Schweizer Sprachgebrauch für abgeschoben).
Das im internationalen Vergleich recht humanitäre Asylrecht wurde im Jahre 2006 durch eine vom Volk in einer Abstimmung bestätigte Gesetzesrevision verschärft. Eine wichtige Neuerung galt dem Grundsatz, dass auf das Gesuch von Asylbewerbern, die keine Papiere (Identitätskarte, Pass etc.) vorweisen konnten, nur eingegangen wird, wenn das Fehlen dieser Papiere von der Behörde als entschuldbar befunden wird und sich das Vorbringen des Gesuchstellers nicht als offensichtlich haltlos erweist (Art. 32 Asylgesetz). Ist ein abgewiesener Asylbewerber nicht willig, die Schweiz zu verlassen, und lässt die ihm von dem Bundesamt für Migration gesetzte Ausreisefrist verstreichen (im Falle eines Nichteintretens innerhalb von 24 Stunden), so kann er gemäß neuer Fassung des Asylgesetzes (AsylG) in Ausschaffungshaft genommen werden. Das gilt auch, wenn er sich nichts zuschulden kommen ließ (bei der älteren Fassung war die Delinquenz eines abgewiesenen Asylbewerbers noch Voraussetzung für eine Ausschaffungshaft). Die Haft darf nach der neuen Fassung bis 18 Monate verlängert werden (9 Monate bei der alten Fassung). Das neue Gesetz kann auch ein Asyl widerrufen, wenn Flüchtlinge die innere und äußere Sicherheit der Schweiz verletzten, gefährden oder besonders verwerfliche strafbare Handlungen begehen.
Anders als in der alten Fassung des AsylG, darf die Ausschaffungshaft, die früher allein in der Kompetenz des jeweiligen Aufenthaltskantons lag, direkt vom Bundesamt für Migration an einem der vier Empfangszentren (EZ) verfügt werden. Solche Empfangszentren haben die Aufgabe einer summarischen Befragung zu Asylgründen und befinden sich in Basel, Kreuzlingen, Vallorbe und Chiasso.
Asylsuchende, vorläufig Aufgenommene und Flüchtlinge haben weiterhin Anspruch auf Sozialhilfe, nicht jedoch Asylsuchende mit einem rechtskräftigen Wegweisungsentscheid, welche die Ausreisefrist nicht befolgt haben. In der alten Fassung des Gesetzes waren davon nur Personen mit einem rechtskräftigen Nichteintretensentscheid betroffen. Solche können auf Antrag bei dem jeweiligen Kanton eine Nothilfe erhalten, die sich auf Essen, Obdach, Kleider und grundlegendste medizinische Behandlungen beschränkt, wobei manche Kantone der Schweiz diese kaum zu gewähren fähig sind (wegen Fehlens von entsprechenden Unterkünften).
Abgewiesene Asylbewerber müssen innerhalb einer bestimmten kurz angesetzten Frist (meist drei bis vier Wochen) das Land verlassen. Oft ist das jedoch ohne gültige Reisedokumente nicht möglich.
Nicht anerkannte Flüchtlinge können nach mehrfacher Verlängerung ihrer vorläufigen Aufnahme aus humanitären Gründen dauerhaft aufgenommen werden. Nach dem alten Gesetz galt hierfür ein Mindestaufenthalt von 4 Jahren, die Gewährung einer solchen Aufnahme erfolgt durch den Aufenthaltskanton oder den Bund. Nach der neuen Fassung, die eine wesentliche Beschleunigung des Verfahrens gesetzlich vorsieht, ist der Mindestaufenthalt auf fünf Jahre verlängert worden. Sowohl Kanton als auch Bund müssen der Aufnahme zustimmen, ein Rechtsanspruch besteht nicht (Art. 14 Abs. 2 AsylG). Die Kriterien sind so ausgelegt, dass eine Person, die wegen des Fehlens von erforderlichen Reisepapieren mehrere Jahre nicht ausgeschafft werden kann, nicht mit einer humanitären Aufnahme rechnen kann.

#### Geschichte
Die Schweiz war nach 1848 eine der ersten liberalen Demokratien Europas. Entsprechend setzte eine Fluchtbewegung politisch Verfolgter aus dem umliegenden Ausland ein. Die Aufnahmepraxis war anfänglich gegenüber Demokraten liberal, gegenüber sozialistisch-marxistisch Gesinnten restriktiv. Unter Bismarck geriet die Schweiz in Zugzwang, gegenüber deutschen Republikanern ebenfalls restriktiv zu agieren.
Die schwierigste und dunkelste Periode schweizerischer Asylgeschichte waren die Jahre des Nationalsozialismus. War die Aufnahmepraxis gegenüber den Juden und gegenüber politisch Verfolgten bis 1942 noch relativ großzügig, so setzte in der Folge unter dem Zwang der Ereignisse (wie der militärischen Einschließung durch die Achsenmächte) eine sehr repressive Politik ein: Der Bundesrat schloss die Landesgrenzen für Flüchtlinge aus rassischen Gründen. Tausende von Juden, die vor den deutschen Vernichtungslagern Schutz suchten, wurden zurückgewiesen und so oft in den Tod getrieben. Auch diejenigen, die die Schweiz nur als Transitland zur Durchreise in andere Länder benutzen wollten, fanden keine Gnade. Die Historikerkommission zur Aufarbeitung der Schweizer Geschichte in der NS-Zeit (UEK) hat dazu in ihrem Syntheseband folgende Zahlen publiziert: 1941 reisten noch 1201 Flüchtlinge durch die Schweiz in andere Länder weiter, 1942 waren es gerade noch 148, die vor der vollständigen Grenzschließung zum Transit durchgelassen wurden.

### Asyl in der DDR
In der DDR suchten nur kleine Gruppen Schutz auf Zeit. Dort war das Asylrecht als Recht des Staates und nicht als subjektives Recht der Asylsuchenden in der Verfassung verankert. Flüchtlinge kamen aus Griechenland (1961 ca. 1300), dem franquistischen Spanien und nach dem Putsch in Chile 1973 besonders aus Chile (ca. 5000).

### Weitere Staaten
Laut Medienberichten ist Belgien „eines der wenigen EU-Mitgliedsländer, in dem andere EU-Bürger Asyl beantragen können“.

## Ähnliche Begriffe
- Asylie, ein Privileg im antiken Griechenland, das Schutz vor Gewalt und Überfällen bieten sollte